# ハーマン・バーリンスキ
ハーマン・バーリンスキ（Herman Berlinski、1910年8月18日 - 2001年9月27日）は、ドイツ出身のアメリカ合衆国の作曲家。

## 生涯
ライプツィヒ出身。両親はポーランドから移住したユダヤ人で、彼はイディッシュ語による正統派ユダヤ教の教育を受けた。また幼いころからピアノのレッスンを受けており、1926年にライプツィヒ音楽院に入学した。専攻はピアノであったが、音楽理論をジークフリート・カルク＝エーレルトに、対位法をギュンター・ラファエルに学んでいる。同級生にノルウェーのゲイル・トヴェイトがおり、彼は1931年にトヴェイトのピアノ協奏曲第1番を演奏し注目を集めた。翌年に音楽院を卒業。この頃は聖トーマス教会の金曜日の演奏会に足しげく通い、ヨハン・ゼバスティアン・バッハやマックス・レーガーの音楽に触れた。トーマスカントルのカール・シュトラウベから教会音楽研究所でのオルガンのレッスンの誘いを受けたが、キリスト教への改宗が前提であったため、この話は実現しなかった。
1933年にナチス政権が成立するとパリに逃れた。パリではエコールノルマル音楽院でナディア・ブーランジェに作曲を、アルフレッド・コルトーにピアノを学んだ。ブーランジェの教育を尊重していたものの、合わないものを感じ、2年後にスコラ・カントルムに転籍。スコラ・カントルムではジャン・イヴ・ダニエル＝ルシュールに師事し、ダニエル＝ルシュールを通じて「若きフランス」のメンバーと知り合った。なかでもオリヴィエ・メシアンとそのバックボーンにあるカトリックに感銘を受け、自らのバックボーンであるユダヤ教を強く意識するようになった。また1934年から「パリ・アヴァンギャルド劇場」の音楽監督を務めた。
1939年、第二次世界大戦が勃発すると、フランス外人部隊に志願し、ベルギー戦線で戦った。しかしフランスがドイツに降伏すると、身の危険を感じ、1941年にアメリカ合衆国に亡命した。
アメリカでは、ニューヨークでピアノ教師として生計を立てる一方、積極的にユダヤ人社会に接触し、ラザール・サミンスキーやレナード・バーンスタインなど多くのユダヤ人音楽家と知り合った。1948年にはタングルウッド音楽センターでメシアンに作曲を学んだ。1951年からオルガニストとして活動し、多くのオルガン曲を作曲した。1953年よりユダヤ教神学院の大学院で聖歌と世俗曲に通じたヒューゴー・ワイズガルのもとで古代ユダヤ音楽を研究し、1960年に博士号を取得した。
1963年、ワシントンD.C.のヘブライ信徒教会の音楽監督に就任し、1977年に引退するまで多くの典礼音楽を作曲した。引退後も自らの合唱団を設立し、30近くの合唱曲を作曲した。
作品には12のシンフォニア、管弦楽曲、チェロ協奏曲、室内楽曲、合唱曲、オルガン曲などがある。

## 文献
- Anderson, Martin. "Herman Berlinski" in The Independent, Saturday, 15 December 2001.
- Berlinski, David (Ed.). A Guide to the Compositions of Herman Berlinski, Herman Berlinski Collection of the Jewish Theological Seminary, 1989.
- Frohbieter, Ann Williams. The Early Organ Sinfonias of Herman Berlinski, DMA Thesis, Rice University, 2001.
- "Jewish music", in Sadie, Stanley (Ed.). The New Grove Dictionary of Music and Musicians, Vol 9, Macmillan Publishers Limited, 1980, pp. 614–645.
- Kalib, Sholom. The Musical Tradition of the Eastern European Synagogue: Vol. 1, Introduction: History and Definition, Syracuse University Press, 2002.
- Kennedy, Michael and Bourne, Joyce. "Berlinski, Herman" in The Concise Oxford Dictionary of Music, Oxford University Press, 1996.
- Kratzenstein, Marilou. "The Organ Works of Herman Berlinski", in The American Organist, April 1989.
- Maier, Joseph. The Religious Significance of Herman Berlinski's Music: A Dialogue Between Joseph Maier and the Composer, Unpublished, 1991.
- Reinthaler, Joan. "The Blare of 'Trumpets'" in The Washington Post, Tuesday, 6 December 1988.
- Straus, Joseph N. "The Myth of Serial "Tyranny" in the 1950s and 1960s" in The Musical Quarterly, Oxford University Press, Vol. 83, No. 3, Autumn, 1999.